# John Derral Mulholland
John Derral Mulholland (Muncie, 28 settembre 1934 – Saint-Vallier-de-Thiey, 11 novembre 2008) è stato un astronomo statunitense.
Dopo aver ottenuto il baccellierato in ingegneria astronautica all'Università Purdue, ha conseguito nel 1965 il dottorato in astronomia all'Università di Cincinnati e successivamente all'Università di Yale. Dal 1971 è stato ricercatore all'Università del Texas a Austin e dal 1986 professore di astronomia all'Università della Florida. Negli ultimi anni della propria carriera ha insegnato all'Università di Nizza ed ha lavorato al CERGA.
Il Minor Planet Center gli accredita la scoperta dell'asteroide 6843 Heremon effettuata il 9 ottobre 1975.